# Phrurolithus foveatus
Phrurolithus foveatus là một loài nhện trong họ Phrurolithidae.
Loài này thuộc chi Phrurolithus. Phrurolithus foveatus được Da-xiang Song miêu tả năm 1990.